# Павлусенко Наталія Миколаївна
Наталія Миколаївна Павлусенко (нар. 19 лютого 1972, Київ) — українська художниця, яка працює в жанрі історичного портрету та займається історичною реконструкцією; автор серії художніх портретів «Герої козацької України», член Національної спілки художників України з 2019 року.

## Біографія
Наталія Павлусенко народилась 1972 року в Києві у родині художників-монументалістів і змалечку виховувалась в осередку поваги і любові до рідної культури. Неабиякий вплив на неї здійснив приклад батьків, — Миколи і Любові Павлусенків — які намагалися берегти і примножувати українські традиції як всередині сім'ї, так і у власній творчості.
1990 року Наталія з відзнакою (за фахом) скінчила Республіканську художню школу ім. Т. Шевченка, де навчалася на живописному відділенні. У 2000 році вона завершила навчання на кафедрі образотворчого мистецтва у  Київському міжрегіональному інституті удосконалення вчителів ім. Б. Грінченка.
Після здобуття освіти Наталія певний час вчителювала в Косівському училищі прикладного та декоративного мистецтва, де викладала живопис і малюнок, працювала в Київському міжрегіональному інституті удосконалення вчителів ім. Б. Грінченка, а також керувала дитячою художньою студією.
У 2006 році художниця почала працювати над серією художніх портретів «Герої козацької України»[джерело?].

## Творчість

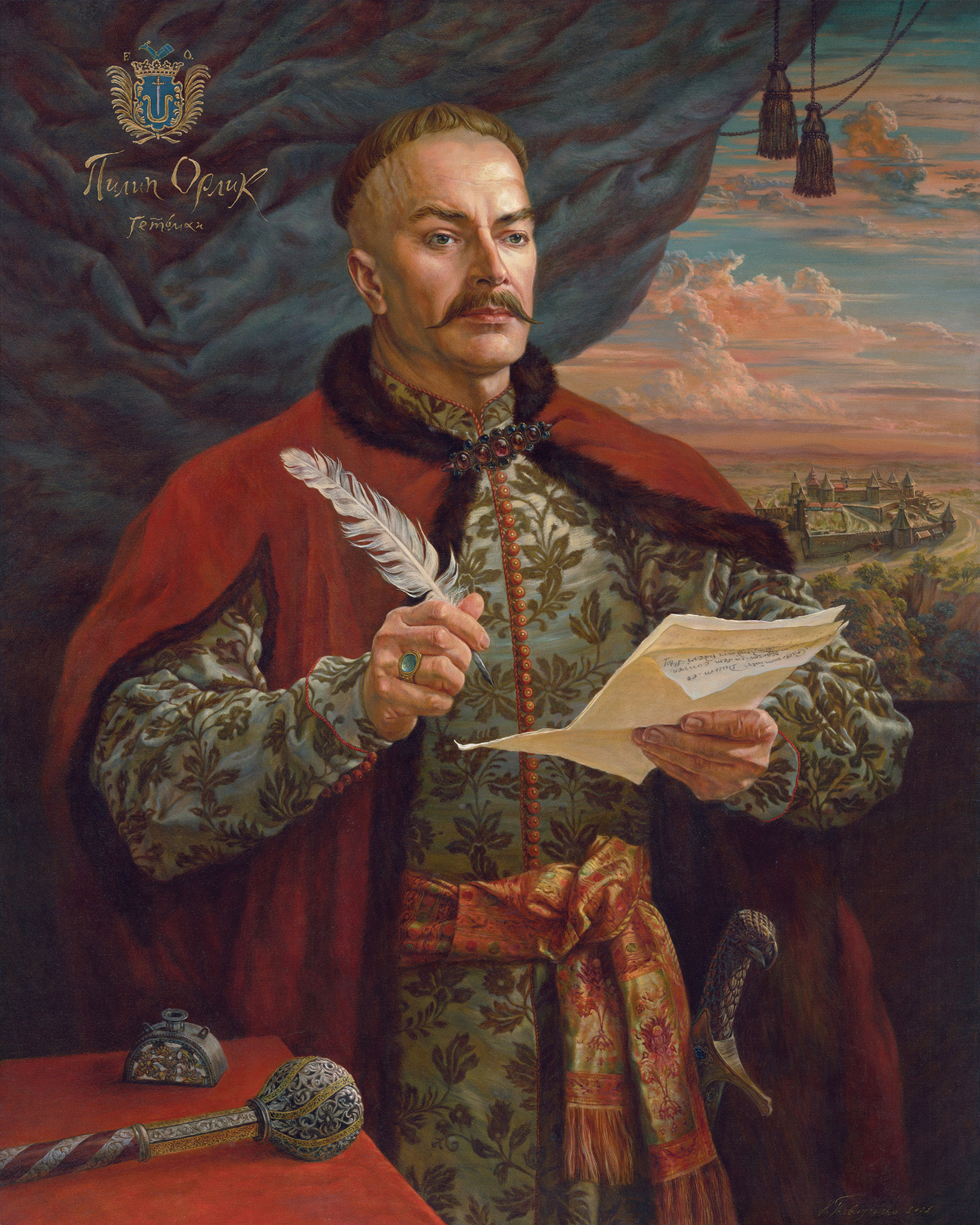
Н.Павлусенко. Портрет гетьмана України Пилипа Орлика. 2022

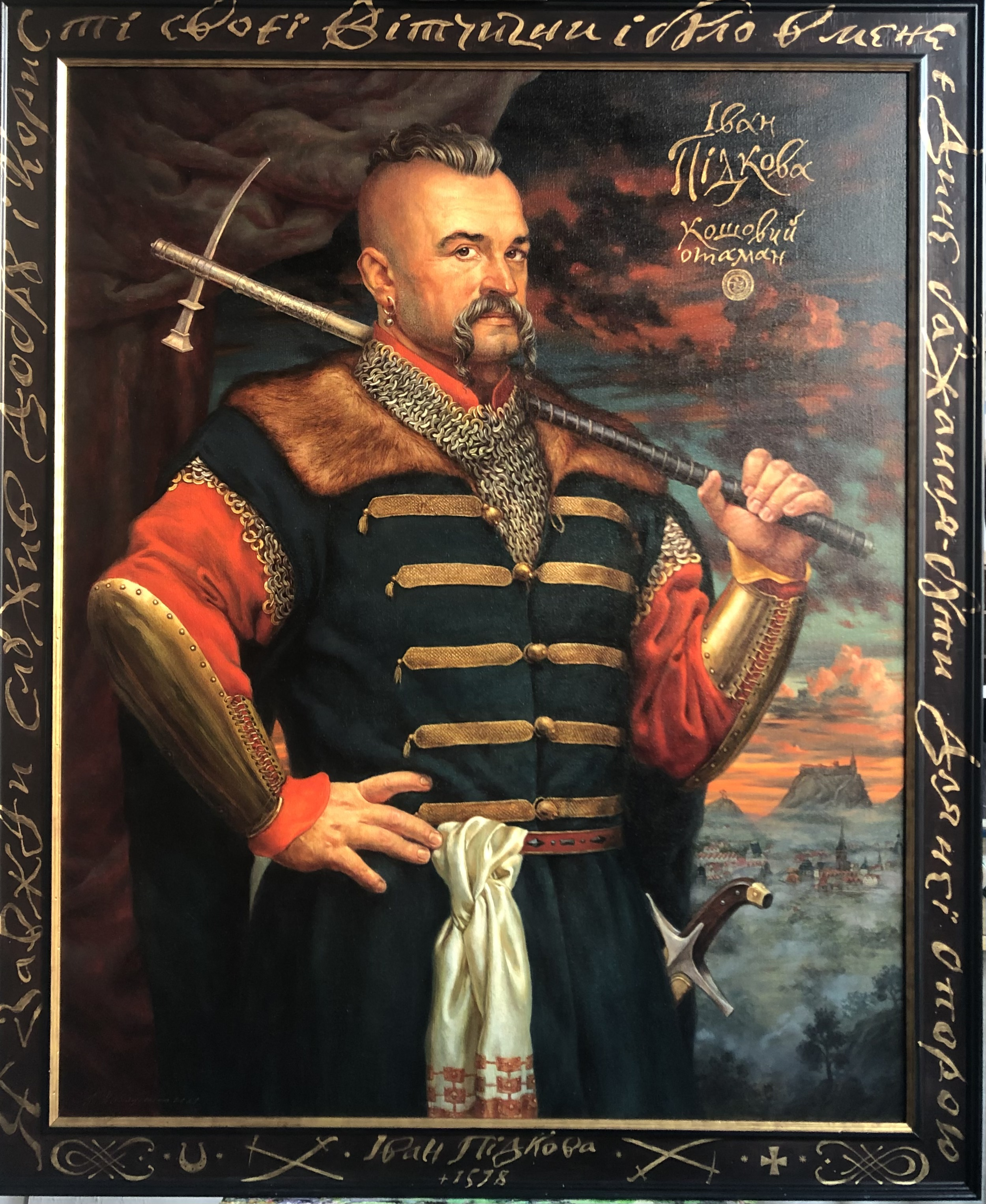
Н.Павлусенко. Портрет українського кошового атамана Івана Підкови. 2022

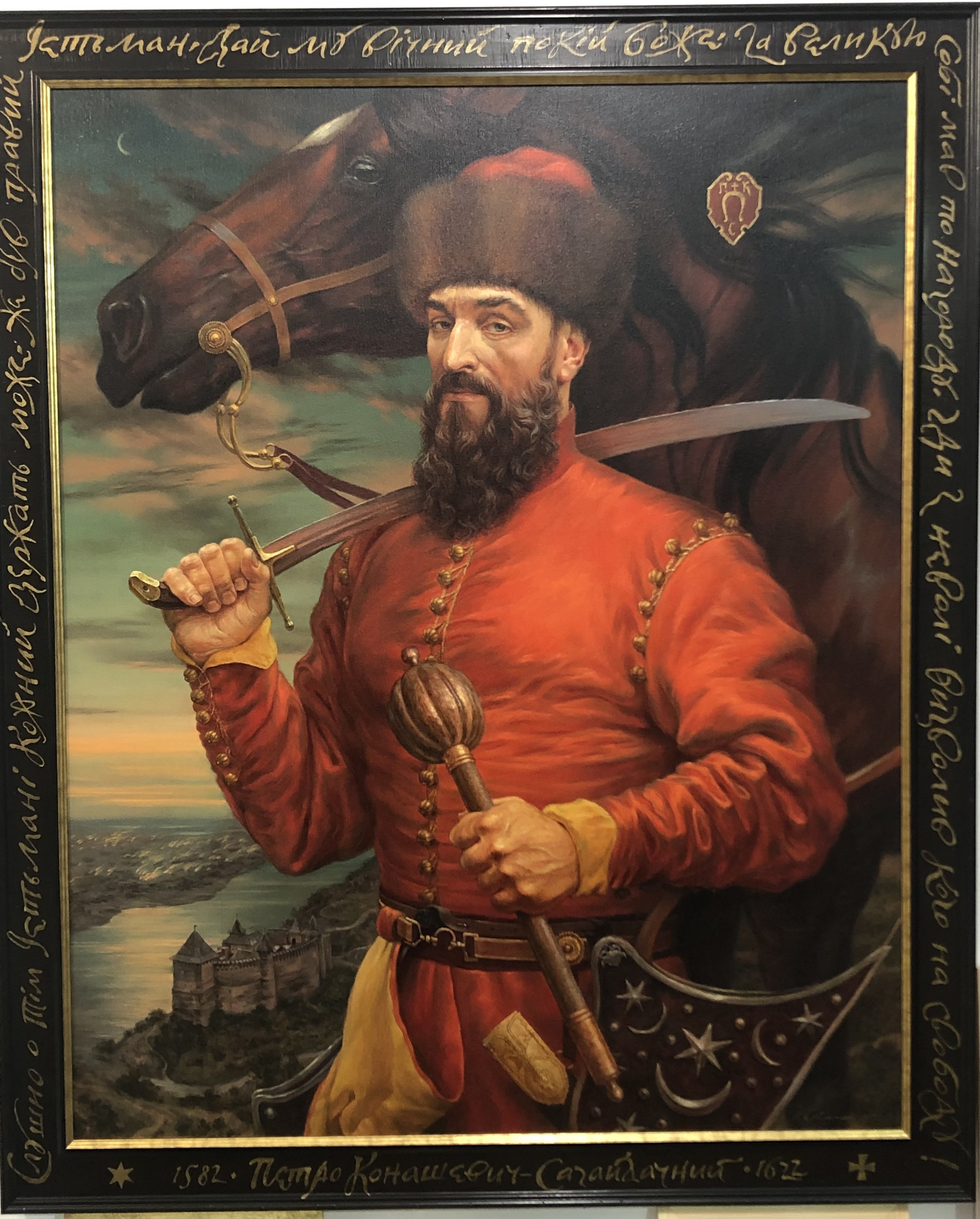
Н.Павлусенко. Портрет гетьмана України Петра Сагайдачного. 2022

Однією з головних тем творчості мисткині є історія України, її популяризація серед народу та знищення так званих «білих плям».
Проте, козацькою тематикою мистецька діяльність художниці не обмежується. Свідченням цього є, зокрема, низка натюрмортів, що були написані Наталією: з хризантемами, з трояндами, з папугою; роботи, присвячені єврейській тематиці та Холокостові під назвою «Варшавське гетто». 
Наталія Павлусенко — учасниця багатьох виставок, як колективних, так і персональних. Її виставкова діяльність поєднується з просвітницькою. Адже сама художниця проводить екскурсії своїми виставками, зустрічається із школярами та студентами. І в цьому напрямі співпрацює з Аннабеллою Моріною (ГО «Почайна»).

### Серія художніх портретів «Герої козацької України»
«Герої козацької України» — мистецький проєкт, спрямований на підвищення рівня обізнаності українських громадян стосовно їх історичної спадщини. Передумовою його створення стала відсутність портретів деяких історичних діячів доби Козаччини та низька якість — з історичного та художнього погляду — тих, що збереглися.
Як зазначає художниця , ідея виникла через бажання покращити існуючі, а також створити нові образи, опираючись на дослідження історичної галузі.
Така діяльність вимагає здійснення ґрунтовної пошукової роботи та кооперації з фахівцями. Саме тому Наталія під час створення полотен співпрацювала з директоркою Музею гетьманства Галиною Яровою, докторкою історичних наук Ольгою Ковалевською, дослідником та знавцем історичного костюму Сергієм Шаменковим, кандидатами історичних наук Володимиром Панченком, Олексієм Сокирком та іншими.
Також, 2012 року художниця співпрацювала з акторами Київського академічного театру ім. І. Франка — Лесем Задніпровським, Тарасом Жирком, Володимиром Нечепоренком, Анатолієм Чумаченком — які позували їй під час роботи. Саме написання з натури допомогло відтворити природну позу, поставу та досягти відчуття так званої «живості» героїв. Пізніше, 2014 року, як натуру Наталя почала використовувати безцінний фотоматеріал українських військових, наприклад — зображення майора Збройних сил України, учасника АТО Олександра Мороза, з якого був написаний портрет Северина Наливайка
Щодо подальших перспектив і розвитку художньої серії, то у одному з інтерв'ю художниця зізналася, що в майбутньому серія може бути доповнена портретами видатних осіб не тільки чоловічої, а й жіночої статі, адже формування образу тогочасної жінки також є однією з нагальних потреб та прогалин української культури[неавторитетне джерело].